# Serpophaga
Serpophaga és un gènere d'ocells de la família dels tirànids (Tyrannidae). Agrupa espècies natives de l'Amèrica tropical (Neotròpic), on es distribueixen des de Costa Rica a Amèrica Central, a través de la major part d'Amèrica del Sud, fins al centre de l'Argentina.

## Descripció
Els ocells d'aquest gènere són un grup força diversificat de petits tirànids, mesurant entre 10,5 i 12 cm de longitud, amb dues espècies (nigricans i cinerea) fortament relacionades amb cursos d'aigua i una tercera (hypoleuca) a illes fluvials, les altres més generalitzades en ambients semioberts. És probable que el gènere no sigui monofilètic.

## Taxonomia i etimologia
El tàxon S. griceps va ser considerat per molts autors com un sinònim de S. munda, diferenciat pel plomatge que era com el d'un juvenil d'aquest. No obstant això, principalment amb base en notables diferències de vocalització, Straneck (2007) va descriure una nova espècie pel taxó anterior, a qui se li va donar el nom científic (semblant) de Serpophaga griseicapilla. La nova espècie va ser reconeguda mitjançant l'aprovació de la Proposta N° 419 al Comitè de Classificació de Sud-americà (SACC).
El taxó Serpophaga munda (Berlepsch, 1893) va ser tractat fins fa poc com una espècie separada, però va ser inclòs a Serpophaga subcristata amb base en les vocalitzacions extremadament similars (possiblement idèntiques), temps de divergència molt recent i diferències morfològiques mínimes; actualment és tractat com la subespècie Serpophaga subcristata munda per la majoria de les classificacions.
Chebez & Agnolin (2012) van presentar evidències que aquest gènere no és monofilètic i van proposar un nou gènere: Holmbergphaga (Chebez & Agnolin, 2012), agrupant les espècies cinerea, hypoleuca, i nigricans. No obstant això, si fòssin separats, el nom Ridgwayornis (W. Bertoni, 1925), tindria prioritat, segons el SACC.
Els amplis estudis geneticomoleculars realitzats per Tello et al. (2009) van descobrir una quantitat de relacions noves dins de la família Tyrannidae que encara no estan reflectides en la majoria de les classificacions. Seguint aquests estudis, Ohlson et al. (2013) van proposar dividir Tyrannidae en 5 famílies. Segons l'ordenament proposat, Serpophaga roman a Tyrannidae, en una subfamília Elaeniinae (Cabanis & Heine, 1859-60), en una tribu Euscarthmini (Ihering, 1904), juntament amb Elaenia, Tyrannulus, Myiopagis, Suiriri, Capsiempis, part de Phyllomyias, Phaeomyias, Nesotriccus, Pseudelaenia, Mecocerculus leucophrys, Anairetes, Polystictus, Culicivora i Pseudocolopteryx.
El nom genèric Serpophaga es compon de les paraules del grec antic «serfos» que significa “mosquit”, i «fagos» que significa “menjar”.
Segons la Classificació del Congrés Ornitològic Internacional (versió 14.2, 2024) aquest gènere està format per 6 espècies:
- Serpophaga cinerea - tiranet torrenter.
- Serpophaga hypoleuca - tiranet ribererenc.
- Serpophaga nigricans - tiranet negrós.
- Serpophaga subcristata - tiranet crestablanc.
- Serpophaga munda - tiranet ventreblanc.
- Serpophaga griseicapilla - tiranet capgrís.